# 加古川市立東神吉小学校
加古川市立東神吉小学校（かこがわしりつ ひがしかんきしょうがっこう）は、兵庫県加古川市東神吉町にある加古川市立小学校である。

## 沿革

### 経緯
加古川市立東神吉小学校は、東神吉村立東神吉尋常小学校として設立された。その後、東神吉村立東神宮尋常高等小学校に改称された。第二次世界大戦降伏後の学制改革によって、印南郡東神吉村立東神吉小学校となった。1956年加古川市への編入により、加古川市立の小学校となった。

### 年表
- 1904年4月 - 印南郡東神吉村立東神吉尋常小学校として現在地に創立
- 1909年4月 - 印南郡東神吉村立東神宮尋常高等小学校に改称
- 1941年4月 - 印南郡東神吉村立東神吉国民学校に改称
- 1947年3月 - 印南郡東神吉村立東神吉小学校に改称
- 1956年10月 - 加古川市合併により加古川市立東神吉小学校に改称
- 1975年2月 - 同和教育推進指定地区実践発表会(加古川市同和教育協諌会、加古川市教育委員会指定)
- 1981年10月 - 同和教育推進指定地区実践発表会(加古川市同和教育協義会、加古川市教育委員会指定)
- 1983年10月 - 総合遊具(ぞうさん80)竣工除幕式実施遊具「ぞうさん80」
- 1984年4月 - 校区の一部を加古川市立東神吉南小学校として分離
- 1987年4月 - 「やり抜く子を育てる道徳教育」推進校指定、紙上発表(兵庫県教育委員会、加古川市教育委員会指定)
- 1989年2月 - 同和教育推進指定地区実践発表会
- 1991年4月 - 福祉教育推進指定(1993年3月まで)
- 1994年4月 - 「愛鳥モデル校」指定(1999年3月まで)
- 1994年12月 - 新校舎竣工記念式典実施
- 1995年11月 - 「生活科・社会科教育」研究自主発表会(加古川市教育委員会後援)
- 2001年3月 - 総合遊具(ぞうさん80)老朽化のため撤去
- 2003年10月 - 創立100周年記念式典実施   モニュメント「WISH」完成

## 教育方針

### めざす東神吉っ子像
心豊かにたくましく、自ら学び続ける児童

## 児童会活動・クラブ活動など
体育委員会・給食委員会・金管クラブなどが活動している

## 通学区域
加古川市東神吉町のうち、天下原、升田の全域と、神吉のうち東神吉南小学校校区を除く区域

## 進学先中学校
全域が加古川市立神吉中学校の校区である。

## 交通
- JR西日本山陽本線宝殿駅より北へ徒歩30分

## 通学区域が隣接している学校
- 加古川市立東神吉南小学校
- 加古川市立西神吉小学校
- 加古川市立志方小学校
- 加古川市立義務教育学校両荘みらい学園
- 加古川市立氷丘小学校